# Catenulostroma wingfieldii
Catenulostroma wingfieldii är en svampart som beskrevs av Crous 2008. Catenulostroma wingfieldii ingår i släktet Catenulostroma och familjen Teratosphaeriaceae.   Inga underarter finns listade i Catalogue of Life.